# Dinitrogen
El nitrogen molecular o dinitrogen (generalment anomenat només nitrogen) és una molècula diatòmica homonuclear formada per dos àtoms de nitrogen. És un gas (a condicions normals de pressió i temperatura) que constitueix al voltant del 78% de l'aire atmosfèric. És un gas inert, no-metall, incolor, inodor i insípid, no intervé en la combustió ni en la respiració. Condensa a 77 K i solidifica a 63 K. Es fa servir en aplicacions criogèniques. L'aplicació més important comercialment és l'obtenció d'amoníac pel procés de Haber. L'amoníac es fa servir per a produir fertilitzants i àcid nítric. El nitrogen líquid, produït per destil·lació fraccionada de l'aire líquid es fa servir en criogènia i com a fluid refrigerant.